# Hoopa
Hoopa statisztikai település az USA Kalifornia államában, Humboldt megyében. Lakosainak száma 3167 fő (2020. április 1.). 
A település népességének változása:
| Lakosok száma | 3040 | 3393 | 3167 |
|               | 2000 | 2010 | 2020 |